# Gerald McRaney
Pour les articles homonymes, voir McRaney.
Gerald McRaney, né le 19 août 1947 à Collins, dans le Mississippi, est un acteur américain.

## Biographie
Avant de devenir un acteur, McRaney travaillait dans les champs pétrolifères de Louisiane. Le 28 mai 1989, McRaney s'est marié à l'actrice Delta Burke qui est devenue sa troisième femme. Il est connu pour son appui aux soldats américains en service. Il a entre autres visité les soldats américains pendant la guerre du Golfe. En politique, il est un républicain conservateur. En septembre 2004, il a été opéré avec succès d'un cancer de poumon.

### Carrière
C’est en 1969 qu’il commence sa longue carrière. En 1981, Gerald McRaney devient une star du petit écran grâce à la série Simon et Simon. Ensuite, après de nombreux tournages de séries télévisées Gerald réussit à décrocher un rôle dans le film culte L'Histoire sans fin dans lequel il interprète le père du héros Bastien. Et depuis il n'arrête pas de basculer entre films et séries.
Dans les années 1990, il joue le rôle principal de la série Major Dad (la vie du major MacGillis change lorsqu'il tombe amoureux de la journaliste indépendante Polly Cooper (Shanna Reed). La série a été diffusée sur France 2.
En 2006, il intègre le casting de Jericho, une série de CBS en tant que Johnston Green.
En 2014, il interprète le milliardaire Raymond Tusk dans la saison 2 de la série House of Cards.

## Filmographie

### Cinéma
- 1969 : Night of Bloody Horror
- 1970 : Elle ne pense qu'à ça
- 1984 : L'Histoire sans fin
- 1986 : American Justice
- 1994 : Blind Vengeance
- 2002 : Hansel & Gretel (en)
- 2006 : Saving Shiloh
- 2010 : Le Grand jour (Get Low) de Aaron Schneider
- 2010 : L'Agence tous risques
- 2012 : Red Tails
- 2013 : Heart of the Country
- 2014 : Une seconde chance (The Best of Me) de Michael Hoffman : Tuck Hostetler
- 2015 : Diversion (Focus) de John Requa et Glenn Ficarra : Owens
- 2016 : La Chambre des oubliés (The Disappointments Room) de D. J. Caruso : le juge Blacker

### Télévision

#### Séries télévisées
- 1972 : Night Gallery
- 1972 : Opération danger
- 1973 : Gunsmoke
- 1974 : Cannon
- 1974 : Sur la piste du crime
- 1974 : La Famille des collines
- 1975 : Mannix
- 1975 : Les Rues de San Francisco
- 1977 : L'Incroyable Hulk
- 1978 : L'Âge de cristal (épisode 13) : Gera
- 1979 : Shérif, fais-moi peur : (Saison 2 - Épisode 8) : 1er chauffeur
- 1981 - 1989 : Simon et Simon : Rick Simon
- 1982 : Magnum
- 1989 - 1993 : Major Dad : Major John D. "Mac" MacGillis
- 1994 : Diagnostic : Meurtre
- 1995 : Arabesque
- 1996 : Central Park West : Adam Brock
- 2001 : JAG
- 2002 : New York 911
- 2002 : Hôpital San Francisco
- 2003 : Dead Zone
- 2004 : Les Frères Scott : Royal Scott
- 2004 : À la Maison-Blanche : Général Alan Adamley
- 2006 : Deadwood : George Hearst
- 2006 - 2007 : Jericho : Johnston Green
- 2008 : Women's Murder Club
- 2010 : Undercovers : Carlton Shaw
- 2011 : Facing Kate : Le juge David Nicastro
- 2012 : House of Cards : Raymond Tusk
- 2012 : Southland
- 2012 : Longmire : Barlow Connaly
- 2013 : Justified : Josiah Cairn (saison 4, épisode 05)
- 2014 : NCIS - Los Angeles : Amiral Hollace Killbride (invité saison 6, récurrent saison 10 à 12 puis principal saison 13 à 14)
- 2015 : Castle :  Mason Wood
- 2016 : This Is Us : Dr Nathan Katowski
- 2017 : 24 heures Chrono - Legacy : Henry Donovan
- 2018 : Shooter : Red Bama Sr.
- 2020 : Filthy Rich : Eugene Monreaux
- 2025 : Paradise : Kane Bradford

#### Téléfilms
- 1974 : The F.B.I. Story: The FBI Versus Alvin Karpis, Public Enemy Number One
- 1994 : Les Soupçons d'une mère (Someone She Knows)
- 1994 : Motorcycle Gang de John Milius : Cal Morris
- 1995 : La Vérité en face (The Stranger Beside Me) de Sandor Stern
- 2002 : Tornado Warning de Tibor Takács

## Voix françaises
| - Philippe Catoire dans : - Major Dad (série télévisée) - À la Maison-Blanche (série télévisée) - Jericho (série télévisée) - NCIS : Los Angeles (série télévisée) - Diversion - Santa Clarita Diet (série télévisée) - Patrick Messe dans (les séries télévisées) : - Deadwood - Undercovers - Longmire - Justified - House of Cards - Shooter - Philippe Ariotti dans (les séries télévisées) : - This Is Us - Filthy Rich - Paradise - Sady Rebbot (*1935 - 1994) dans : - Simon et Simon (série télévisée) - Justice aveugle | - Michel Prud'homme dans (les séries télévisées) : - Facing Kate (2e voix) - 24 Heures chrono : Legacy Et aussi - Jean Roche dans L'Histoire sans fin - Denis Savignat dans Central Park West (série télévisée) - Benoît Allemane dans Hôpital San Francisco (série télévisée) - Pierre Hatet dans Les Frères Scott (série télévisée) - Jean-Bernard Guillard dans L'Agence tous risques - Gérard Rinaldi dans Facing Kate (série télévisée, 1re voix) - Gabriel Le Doze dans Southland (série télévisée) - Michel Papineschi dans Castle (série télévisée) |